# Quiche lorraine

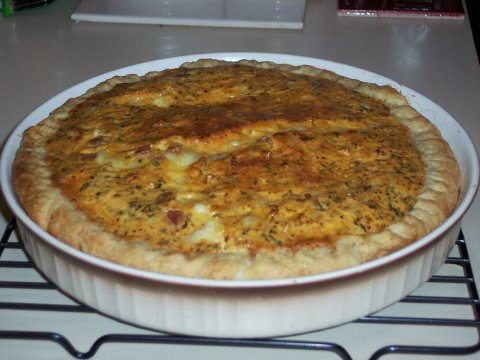
Quiche lorraine

A quiche lorraine é um prato da culinária francesa. É uma tradicional receita da Lorena, região ao nordeste da França. É uma torta de queijo salgada coberta com uma mistura de nata e ovos, toucinho (bacon) pimenta do reino e noz moscada. A quiche lorraine é normalmente servida quente como prato principal. Seu uso como entrada ou em coquetéis tem se tornado comum.
A palavra "quiche" vem do dialeto da região da Lorena, "kuchen" que significa torta. Originalmente a quiche era uma torta aberta recheada com creme feito de leite e ovos acrescida de bacon defumado. Somente depois foi acrescentado o queijo e hoje em dia pode ser acrescida de todo o género de ingredientes.